# Операции «Ганновер»
Операции «Ганновер» (нем. Operationen Hannover) — две немецкие операции 4-й армии группы армий «Центр» в мае — июне 1942 года по окружению и уничтожению войск группы генерала П. А. Белова Западного фронта и советских партизан в районе Вязьмы (Смоленская область).
К маю 1942 года территория, на которой в окружении действовал 1-й гвардейский кавалерийский корпус П. А. Белова, охватывала обширный край от станции Угра на востоке до Соловьевой переправы на западе и от Дорогобужа на севере до Ельни на юге. Восточнее железной дороги Вязьма-Киров держали оборону части 8-й воздушно-десантной бригады. Группа Белова в это время насчитывала до 20 тысяч человек. Снабжением корпуса занималась советская транспортная авиация.
Целью операции «Ганновер I», начавшейся 24 мая, было окружение и уничтожение войск 1-го гвардейского кавалерийского корпуса, действовавшего в тылу немецкой группы армий «Центр». Для этого 23-я и 197-я пехотные и 5-я танковые дивизии должны были наступать с севера, 34-я пехотная и 19-я танковая дивизии — с юга, 131-я пехотная дивизия — с востока. 
В первые несколько дней немецкое наступление продвигалось медленно из-за сильного дождя и труднодоступной лесной местности. Сломив оборону советских войск в районе Всходы немцы захватили переправу через реку Угра, обходя фланг 2 гвкд. 2 гвкд отошла на рубеж Щадрино, Куракино, Полднево. Севернее отступали части 329 сд, а из района станции Угра — десантники и партизаны отряда Жабо. Северная и южная ударные группы немцев смогли 27 мая установить контакт друг с другом у Фурсово (юго-восточнее Мытишино, сейчас не существует) и замкнуть кольцо окружения, но в последующие дни они обнаружили, что основная часть группы Белова смогла успешно прорваться на запад.
Командование 4-й армии теперь полагало, что войска Белова можно окружить в районе Ельни, в местности, ограниченной с севера Днепром, а с юга блокированной 221-й охранной дивизией. 3 июня началась операция «Ганновер II». 5-я танковая и 23-я пехотные дивизии продвигались к Дорогобужу, 19-я танковая и 197-я пехотные дивизии южнее, к дороге Фенино — Ельня. Выйдя к реке Днепр немецкие войска форсировали его северо-восточнее Дорогобужа. Удерживавшие город 114 лыжный батальон и партизаны к вечеру 5 июня были вынуждены оставить Дорогобуж.
Понимая, что удержать оставшийся под контролем частей корпуса район не представляется возможным и корпус будет неизбежно разгромлен генерал-лейтенант Белов принял решение на прорыв из окружения. 6 июня был отдан приказ на прорыв фронта и рейд в направлении Кирова. Оставив арьергарды кавалерийские полки, партизанские бригады и десантники начали отход в район Буда, Иваники (западнее Ельни). Отсюда утром 7 июня после артподготовки советские войска пошли на прорыв позиций 221-й охранной дивизии. Перейдя шоссе Ельня — Смоленск к утру 9 июня части группы сосредоточились в лесах южнее Ельни. Немецкая авиация  бомбила села, в которых расположились войска. В ночь на 11 июня вновь начался марш. Было решено избавиться от ненужных обозов. Партизанам была передана артиллерия и минометы. Пробираясь лесами и болотами к утру 12 июня войска группы сосредоточились в районе деревни Клин. Вновь немецкая авиация предприняла бомбардировку леса. Продолжая обходить немецкие гарнизоны лесами и не ввязываясь в бои к 15 июня группа Белова вышла к Варшавскому шоссе (сейчас шоссе Рославль — Юхнов). 
День 15 июня был проведен в подготовке к прорыву, и вечером кавалеристы пошли на прорыв в районе хутора Рубежное, Зайцовка, Гуряты. Немцы ожидали прорыва через шоссе, патрулируя его отрядами мотопехоты с танками. Через каждые 500 метров были устроены позиции пулеметчиков. К 3 часам утра 16 июня основными силами корпус прорвался через шоссе и вышел в район Лазинки, Красная Звезда. Форсировав реку Снопот, группа Белова втянулась в Кировские леса, сосредоточившись к 17 июня в лесах в районе Гуриков (западнее Чужбиновки, сейчас не существует). Сделав днёвку, группа прорвала оборону противника и 23 июня соединилась с частями 10-й армии Западного фронта в районе Кирова. Всего на участке 330 сд вышло до 3500 человек. В ночь на 22 июня из окружения вышли десантники 8 вдбр.
Ф. Гальдер записал в своём дневнике: «Белов вышел в направлении на г. Киров. Для нас это не является честью... он [Белов] отвлек на себя в общем семь немецких дивизий».